# Dejbjergvognene
Dejbjergvognene er to trævogne med ornamenterede bronzebeslag fra jernalderen. De blev fundet i hhv. 1881 og 1883 under tørvegravning i Dejbjerg Præstegårdsmose (ca. 1 km sydvest for Dejbjerg Kirke og 50 m øst for Den vestjyske længdebane), hvor de havde ligget siden begyndelsen af vores tidsregning. De blev udgravet af arkæologen Henry Petersen, som i 1888 udgav Vognfundene i Dejbjærg Præstegaardsmose ved Ringkjøbing om fundene.
Vognene har formentlig været en stormands pragtkøretøjer i førromersk jernalder. Jernet til vognkasserne er af bjergmalm fra Centraleuropa og er sandsynligvis fremstillet af keltiske håndværkere der. Hjulene er blevet repareret i Danmark med dansk myremalm til fælgbåndene. Den store mængde bronzeornamentik gør vognene meget usædvanlige.
Nationalmuseet har Dejbjergvognen udstillet - i den udstillede vogn indgår dele fra begge de fundne vogne.
På Dejbjerg Jernalder, et museum under Ringkøbing-Skjern Museum, er fremstillet en kopi af Dejbjergvogn I, som er den enkleste af de to.
I Præstegårdsmosen nær fundstederne står en mindesten.

## Galleri
- Dejbjergvognen før nyopstilling i 1930'erne
- Dejbjergvognen i 1930'erne
- Dejbjergvognen i udstillingen 2011
- Beslag med maske fra Dejbjergvognen